# Rose viola
Rose viola è un singolo del rapper italiano Ghemon, pubblicato il 6 febbraio 2019.

## Descrizione
Scritto da Ghemon stesso in collaborazione con Stefano Tognini, il testo affronta come tematica la violenza contro le donne ed è scritto attraverso il punto di vista di una donna:
Il brano è stato presentato per la prima volta dal vivo in occasione della partecipazione del rapper al Festival di Sanremo 2019, classificandosi dodicesimo.

## Video musicale
Il video è stato pubblicato il 5 febbraio 2019 attraverso il canale YouTube del rapper e rappresenta una pregevole rivisitazione "vivente" in chiave moderna di sculture classiche dove il cantante prende parte alle stesse. Tra le opere citate troviamo la Pietà e il David di Michelangelo, l'Estasi di santa Teresa d'Avila del Bernini, Amore e Psiche, Adone e Venere, Maddalena Penitente tutte opere di Antonio Canova e Hermes in riposo.

## Tracce
Download digitale
1. Rose viola – 3:13

Download digitale – Pt. 2
1. Rose viola, pt. 2 (con Diodato & Calibro 35) – 3:30

7"
- Lato A

1. Rose viola – 3:13

- Lato B

1. Rose viola, pt. 2 (con Diodato & Calibro 35) – 3:30

## Classifiche
| Classifica (2019) | Posizione massima |
| ----------------- | ----------------- |
| Italia            | 19                |